# Voznessénskoie
Voznessénskoie (en rus: Вознесенское) és un poble del krai de Khabàrovsk, a Rússia, que el 2012 tenia 1.958 habitants.